# Aedes dissimilierodes
Aedes dissimilierodes är en tvåvingeart som beskrevs av Dong, Zhou och Zhiming Dong 2002. Aedes dissimilierodes ingår i släktet Aedes och familjen stickmyggor.
Artens utbredningsområde är Yunnan (Kina). Inga underarter finns listade i Catalogue of Life.